# Susenburg

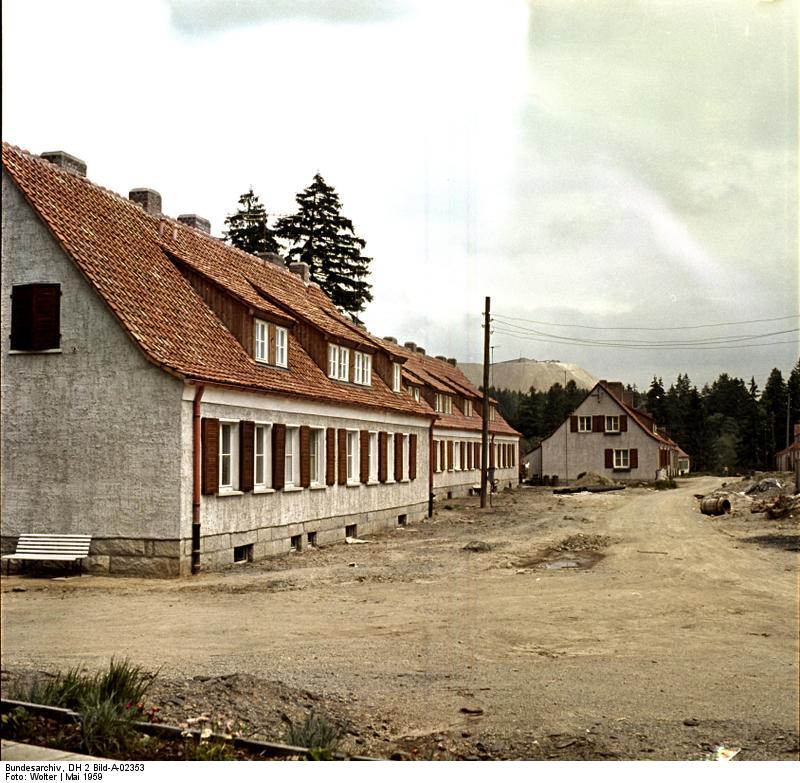
Wohnsiedlung Kalkwerke in Susenburg, 1959

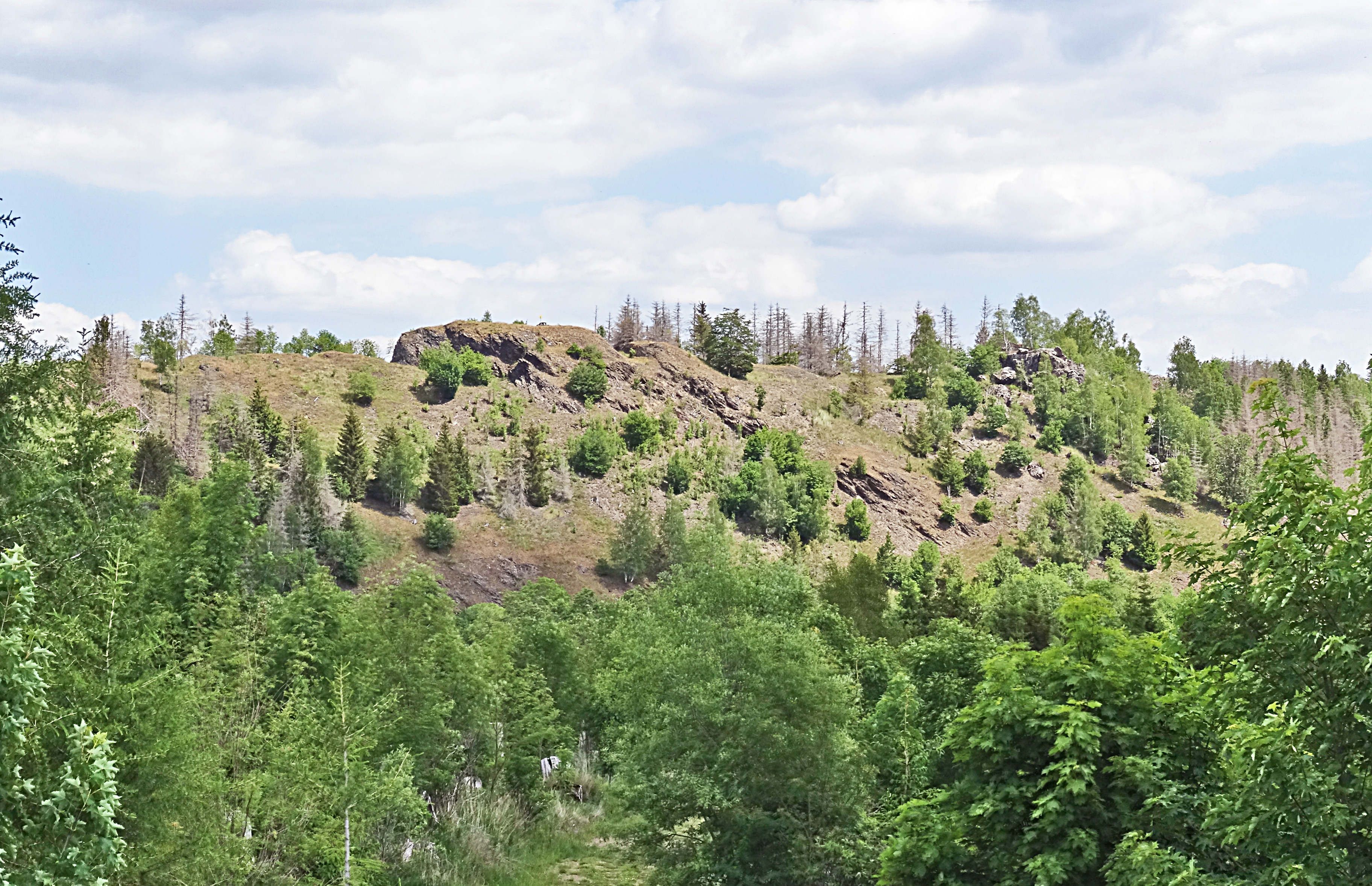
Ruine Susenburg von Südwest

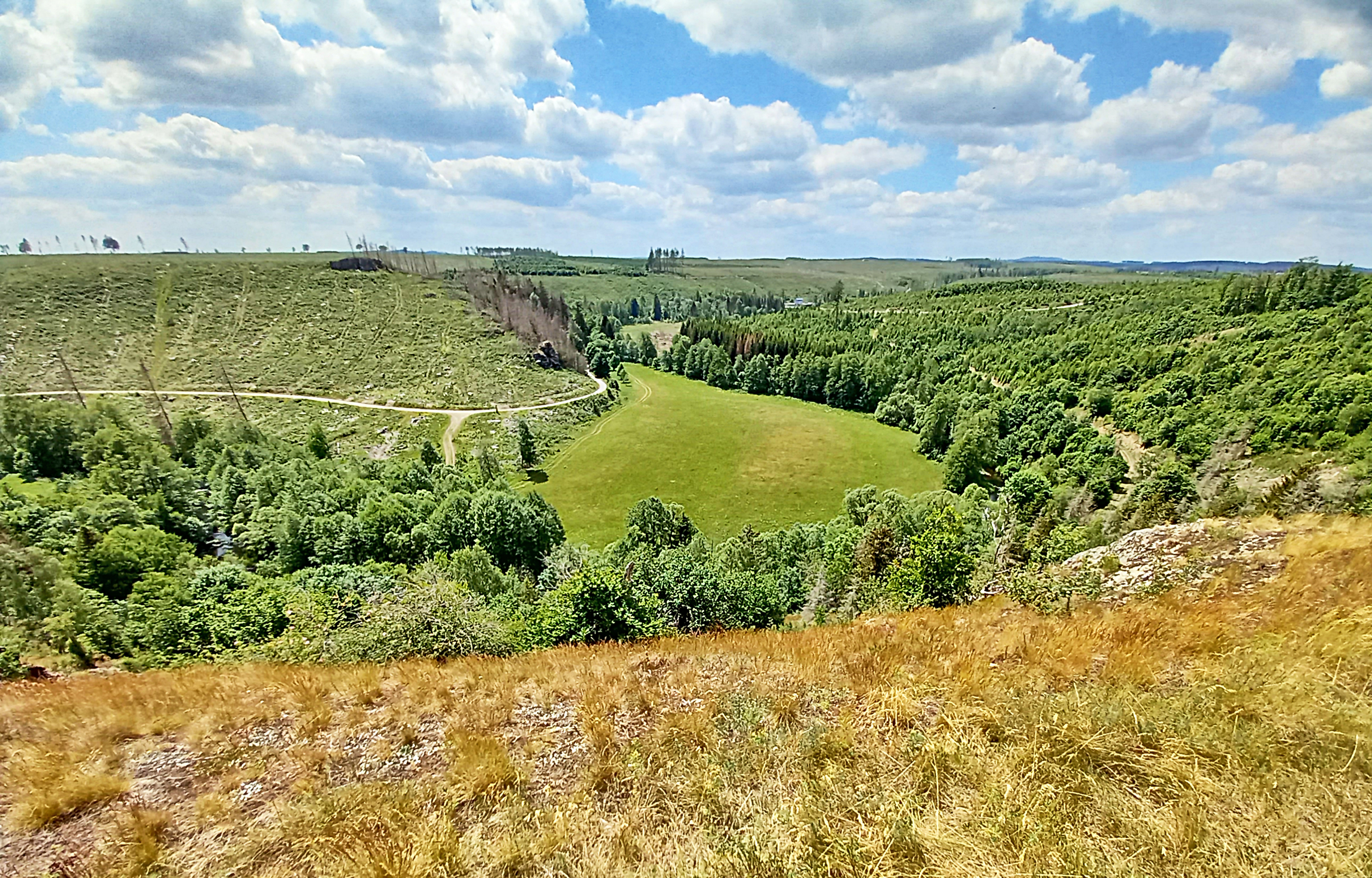
Susenburg mit Blick ins Bodetal

Susenburg gehört als Ortsteil zur Ortschaft Höhlenort Rübeland der Stadt Oberharz am Brocken im Harz. Er ist nach der mittelalterlichen Burganlage Susenburg benannt, von der heute nur noch spärliche Überreste vorhanden sind. Im Ort liegt der Susenburger Teich.

## Geschichte
Der Name des Ortsteils, der in der Frühen Neuzeit auch Sausenburg lautete, entstammt wohl der Sage, dass auf der oberhalb des Ortes sich befindenden Burg eine Prinzessin Suse gelebt habe. Der Ortsteil entstand in den 1950er Jahren südwestlich von Rübeland als Arbeiterwohnsiedlung der expandierenden Harzer Kalk- und Zementwerke.
Nach der Wende verließen mehr und mehr Menschen den Ortsteil.

## Burg
Die Ruine Susenburg liegt auf einem Bergsporn, von dem aus sich das Bodetal in Richtung der Überleitungstalsperre Königshütte weit überblicken lässt, oberhalb der Bode. Fragmente der Burg (51° 44′ 28,6″ N, 10° 48′ 47,2″ O), zum Beispiel alte Treppenstufen, sind noch zu erkennen. Sie wurden bei neuzeitlichen Straßenarbeiten nordöstlich der entstehenden Siedlung entdeckt.
Die Burg wurde urkundlich nie erwähnt, der Name tauchte nur vereinzelt in Inventarlisten auf; so beinhaltet z. B. die Inventarliste der gräflich-stolbergischen Hüttenwerke von 1555 folgenden Eintrag: sousenburgk, doruff ist ein Bergfried. Außerdem wird die Burg im 13. Jahrhundert als Holzstätte der Grafen zu Regenstein erwähnt.
Vermutlich stammt die Burganlage aus der Zeit Heinrichs I. (876–936). Ungeklärt sowie fraglich ist, ob die etwa 160 m lange und 60 m breite Anlage jemals fertiggestellt wurde. Wahrscheinlich ist die Anlage seit spätestens um 1700 wüst.
Die Burgruine ist heute eine Station auf dem historischen (Wander-)Weg der deutschen Kaiser und Könige des Mittelalters. Die Susenburg ist Standort einer Dennert-Tanne des HZV Rübeland.

## Geologie
In einem Aufschluss unterhalb der Susenburg sind ein basischer Enstatit-Porphyr- und ein saurer Granit-Porphyr-Gang aufgeschlossen, die den unterkarbonischen Tonschiefer durchschlagen und zu den im Rotliegenden zwischen Brocken und Ramberg intrudierten Mittelharzer Gängen gehören.
Johann Wolfgang von Goethe schreibt auf seiner dritten Harzreise, die von starkem Interesse an geologischen Gegebenheiten beherrscht war, am 7. September 1784:

„Von Elbingerode heraus Marmor, eine halbe Stunde davon nach der Susenburg zu am Dukborns-Kopf, der auch Marmor ist, fand sich eine quarzige Gesteinsart, die weiterhin über Schnapphahns-Grund häufiger vorkommt; es ist ein graulicher Quarz, in den weiße Quarzkörner eingesprengt sind; in dem nächsten Wäldchen scheint wieder Schiefer zu wechseln. Auf der Susenburg steht dieses Gestein auf dem Schiefer und setzt mit einem Rücken bis an die Bude (Bode) hinab, die merklichen Trennungen desselben streichen hor. 7, und das Fallen der Bänke ist gegen Abend. Man hält diese Felsen gemeiniglich für die Mauern einer alten Burg.“

Von diesem Aufschluss an der Susenburg hat Goethe vier detailliert beschriebene Gesteinsproben in seine Harzsammlung aufgenommen. Sein Reisebegleiter, Georg Melchior Kraus fertigte zwei Skizzen von der Felsformation an der Susenburg an.